# Halictus langobardicus
Halictus langobardicus là một loài Hymenoptera trong họ Halictidae. Loài này được Blüthgen mô tả khoa học năm 1944.